# Borj, Idlib
Borj, Idlib (tiếng Ả Rập: البرج) là một ngôi làng Syria nằm ở Sinjar Nahiyah ở huyện Maarrat al-Nu'man, Idlib. Theo Cục Thống kê Trung ương Syria (CBS), Borj, Idlib có dân số là 326 trong cuộc điều tra dân số năm 2004.